# Rudolf Suhrmann
Rudolf Johannes Suhrmann (* 9. März 1895 in Reichenberg, Böhmen; † 21. September 1971 in Karlsruhe) war ein deutscher Chemiker und Hochschullehrer.

## Leben
Suhrmann war während des Ersten Weltkriegs von 1914 bis 1917 aktiver Heeressoldat. Nach dem Krieg war er von 1920 bis 1923 Assistent am Physikalischen Institut der Technischen Hochschule Dresden, wo er auch 1921 zum Dr. rer. techn. promoviert wurde.
Anschließend war er von 1923 bis 1933 als Oberassistent am Physikalisch-chemischen Institut der Technischen Hochschule Breslau tätig. Dort wurde er 1925 Privatdozent für physikalische Chemie. Von 1928 bis 1933 war er Mitglied der Kommission für Strahlenforschung der Notgemeinschaft der deutschen Wissenschaft. Von 1929 bis 1931 war er wissenschaftlicher Berater, von 1930 bis 1932 Verwalter der Professur für physikalische Chemie an der TH Breslau.
In den Jahren 1938 bis 1945 war er als beratender Mitarbeiter am Laboratorium für Elektronenforschung der Firma Telefunken. Anschließend wechselte er nach Braunschweig, wohin er zum 16. Januar 1946 an die Technische Hochschule Braunschweig berufen worden war. 1955 wurde er schließlich ordentlicher Professor für physikalische Chemie und Elektrochemie an der Technischen Hochschule Hannover.

## Auszeichnungen
Seit 1950 war er ordentliches Mitglied (ab 1965 korrespondierendes Mitglied) der Braunschweigischen Wissenschaftlichen Gesellschaft. 1958 wurde er zum Mitglied der Deutschen Akademie der Naturforscher Leopoldina gewählt. Die Technische Universität Dresden verlieh ihm am 9. März 1960 die Ehrendoktorwürde der Physik „in Anerkennung seiner grundlegenden Arbeiten über den photoelektrischen Effekt und seine Anwendungen“.

## Schriften (Auswahl)
- Rudolf Suhrmann, Arnold Eucken: Physikalisch-Chemische Praktikumsaufgaben, Leipzig, diverse Auflagen ab 1928